# Генология
Генология (греч. το ἕν — единое, греч. λόγος — учение, наука) — первоначально платоническое учение о Едином; в современной философии используется как синоним понятия «метафизика единого» в противоположность понятию «метафизика бытия» (онтология).
По мнению А. Л. Доброхотова, генология «исследует границу бытия и сверхбытийного Единого».

## Основные положения и история термина
Некоторые принципы генологии:
- Неделимость Единого (как монады);
- Фактичность одного (единицы) как количества. Число «один» является цифрой и принципом, на основании которого может быть положены и определены происхождение и мерность всего (нумерический монизм);
- Эманация сущего из Единого;
- Ассоциация элементов Единым в одно целое (сингулярность – агломерат);
- Восхождение к Единому, т. е. сингулярная редукция сущего (бытия), приостановка дискурса как радикальный апофазис.

Впервые использовал термин «генологический» в 1943 году британский теолог Э. Мэсколл, использовав его для обозначения т. н. онтологического доказательства бытия Бога Фомы Аквинского, в котором единство личности Бога возникает как основание кратности вещей по отношению к единице.
Французский философ и теолог Этьен Жильсон применил термин «énologie» в 1948 г. в качестве обозначения неоплатонического единства мышления
в рамках европейско-христианской средневековой традиции, чтобы отличить его от христианской онтологической идеи и сформулировал вывод: «быть – это нечто иное, чем быть единым».
В философский оборот концепт «henologi» впервые вводится норвежским историком философии Эгилом А. Виллером, который и отделяет
его как обозначение единства и первоначального истока гомологической доктрины (Единого) от онтологических принципов бытия и сущего.
Основные положения генологии восходят к диалогу Платона «Парменид» (так называемая 1-я гипотеза).
Единое характеризуется Платоном исключительно в апофатических терминах. Практически единственным позитивным тезисом 1-й гипотезы диалога "Парменид" является идея тождества, восходящая к положению Единого в смысле единства, оказавшая существенное влияние на все последующее развитие философской мысли. Существующее единое (единое-многое, единое-есть), в соответствии с положениями 2-й гипотезы есть бытие, точнее, как много позже резюмировал М. Хайдеггер, - бытийствующее, т.е., единое, задающее предпосылки темпорального развёртывания себя, эманации во многое.
Генология была детально разработана основателем неоплатонизма Плотином. Единое Плотин характеризовал как Сверхбытие (ὑπερούσιον).
Фундаментальное различие между истоком сущего и онтологией древних философов, в современной истории философии известно как антитеза Единого и бытия (единое – многое εν πολλα рождает рефлектирующий ум), или генологическая разница. Генологическая разница: между Единым как Сверхбытием и небытием бытия; и бытием как бытием сущего. Разница между Сверхбытием как простым единством и покоем вне наличного бытия, и бытием как изменчивой множественностью.
Вопрошание о Едином, как традиционно считается, восходит к Пармениду, основателю школы элеатов и греческой метафизики. Парменид представлен как главный участник Платоном в одноимённом диалоге. Хотя, если мы можем достоверно судить о том, как понимал Единое Парменид, и том, что вкладывали в это понятие последователи Платона, то можно увидеть ряд существенных различий. Конечно, реальный Парменид не использовал понятие трансцендентного (тогда, естественно, такого концепта не было), и Парменид учил об Едином как о целом, охватывающем всё, хоть чуждом всему в силу своей монументальной тотальности. В то время, платоновское учение об Едином радикально иное. Исторический Парменид говорил о Едином в катафатических, т.е. утвердительных, терминах. Платон же отказывает Единому в статусе бытия, целостности и каких-либо атрибутов.
В 1-й гипотезе диалога Платона «Парменид» из второй части диалога участники подробно исследуют Единое.
«Первая гипотеза (137с – 142b): «Если единое едино», – приводит к заключениям, что единое не имеет частей и, следовательно, не есть целое; не будучи целым, оно не имеет ни начала, ни середины, ни конца и, следовательно, беспредельно; оно не находится ни в другом, ни в себе самом – нигде не находится; оно не движется и не покоится; оно не может быть тождественно ни другому, ни самому себе, ибо тождество предполагает соотнесение; наконец, парадокс: если единое едино, то оно не существует, ибо бытие и единое – не одно и то же. Оно непознаваемо и невыразимо: «Нет ни имени, ни слова для него, ни знания о нем, ни чувственного его восприятия, ни мнения» (142а). Первая гипотеза «Парменида» – источник и образец всей апофатической теологии и диалектики, от Прокла и Псевдо-Дионисия Ареопагита до немецких мистиков (Г. Сузо, И. Таулер, М. Экхарт). Всякое слово об абсолюте как таковом может быть только отрицанием (апофазисом). То, что по ту сторону мира, не является ничем из этого мира, есть с точки зрения мира ничто».
В пятом трактате «О том, что умопостигаемые сущие не вне ума, и о благе» Эннеады Плотин характеризовал Единое как такое Сверхбытие, бледным следом чего является бытие . Плотин утверждал, что мысля Единое, мы мыслим то же, что и Благо.
Дальнейшее развитие генология получила в трудах неоплатоников (Прокл, Дамаский), а также мыслителей и философов, так или иначе испытавших на себе влияние идей неоплатонизма (И. Эриугена, Н. Кузанский, Я. Бёме, Ф. Шеллинг, Г. Гегель, Ф. Шлегель).
Вечная развёртка, эманация всего сущего из Единого сопровождается возвращением "к предбытийному единому" — т. н. хеносисом. Хеносис (ἕνωσις) есть «возврат к предбытийному единому». Прокл утверждает, что хеносис «помещает единое души в самом Божественном Едином и объединяет нашу энергию с энергией богов. В этот момент мы принадлежим не себе, но богам, мы пребываем в свете богов и со всех сторон окружены им. Это и есть предел истинной молитвы, позволяющей соединить возвращение с пребыванием и вновь включить все произошедшее от божественного Единого в само это Единое, объяв заключенный в нас свет светом богов» .
Иоанн Скот Эриугена называл Единое «творящим нетварным началом», Николай Кузанский разработал концепцию соединения противоположностей в Едином, где разрешаются все видимые противоречия между несовместимым.
Полагая принцип Единого в основе всего сущего как одно единственное понятие — чистое бытие Абсолютной идеи, Гегель строит свою философскую систему как процесс его последующего развёртывания-дефиниции.
Исследователь Э. Доддс считал, что «к понятию Единого, как отчетливо понимал и сам Плотин, можно прийти путем диалектического восхождения; и, …поскольку, элемент личного мистицизма отсутствует как у представителей Древней Академии, так и в фрагментах неопифагорейцев (до тех пор, пока мы не обратимся к Нумению). Диалектика же, как мы видим в „Пармениде“, может сказать нам только о том, чем Единое не является. Это громоздкое скопление отрицательных характеристик может вполне удовлетворить метафизика, но по верному замечанию Инге (Inge), никто не может поклоняться отрицательной частице. Абсолют философа сможет превратиться в божество как объект богопознания, лишь став тем или иным способом доступным человеческому сознанию. Однако уже во времена Эмпедокла все признавали, что подобное познается только подобным. Следовательно, предельный принцип единства во вселенной доступен, если он вообще может быть доступным, только некоторому предельному принципу единства в человеке. И этот доступ должен быть сверхрациональным: как космическое единство запредельно космическому уму, так воплощенное единство должно превосходить воплощенный ум. Поэтому высший акт познания не может сводится к обычному познавательному акту; он должен состоять в моментальной актуализации потенциального тождества Абсолюта в человеке с Абсолютом вне его».
Из важнейших современных исследователей генологии следует отметить норвежского философа Э. Виллера, выпустившего в 1993 г. в Осло двухтомное исследование-хрестоматию «Учение о едином в античности и средневековье» (рус. пер. 2002 г.).

### Тождество бытия и небытия
В основных положениях генологии заложена основная мысль развитой диалектики, а именно тезис о тождестве «бытия» и «небытия» или о тождестве нечто и ничто. Пока мы находимся в пределах того или иного предмета, мы можем переходить от одной его точки к другой и таким образом применять категорию различия. Но представим себе, что мы уже исчерпали весь наш предмет и что весь этот изучаемый нами предмет есть бытие в его предельно обобщенной форме. Тогда уже не будет никакого другого бытия и другого нечто, куда мы могли бы перейти и сравнить занимаемую нами точку с этой еще новой, предполагаемой нами точкой. Если бытие взято все целиком, то переходить нам уже больше некуда и сравнивать это бытие уже не с чем. Но если бытие сравнивать не с чем, то, следовательно, нельзя ему и приписывать каких-либо свойств или качеств, то есть оно перестает быть бытием и превращается для нас в небытие. Именно эту диалектику бытия и небытия Платон имеет в виду в своём учении о солнце. Это солнце является для него высшим светом, так что никакого другого света уже не может быть; солнечный свет превращается в безраздельную тьму.

## В русской философии
Генологическим может быть назван трактат Н. О. Лосского «Мир как органическое целое», посвящённый построению системы метафизики целого согласно интуитивистскому методу. А. Л. Доброхотов относит к генологии проблематику сочинения А. Ф. Лосева «Самое само».